# Turó de Terradelles
El Turó de Terradelles és una muntanya de 810 metres que es troba al municipi de Ripoll, a la comarca catalana del Ripollès.